# Live at Knebworth (album)
Live at Knebworth è il primo album live di Robbie Williams pubblicato nel 2003, l'album è una raccolta di brani eseguiti durante i tre concerti consecutivi tenutisi a Knebworth in Inghilterra, concerti che hanno radunato più di 400.000 fan.

## Tracce
1. Let Me Entertain You – 5:55
2. Let Love Be Your Energy – 4:45
3. We Will Rock You – 1:19
4. Monsoon – 5:09
5. Come Undone – 5:33
6. Me And My Monkey – 7:21
7. Hot Fudge – 5:45
8. Mr. Bojangles – 5:25
9. She's The One – 5:45
10. Kids – 7:21
11. Better Man – 2:11
12. Nan's Song – 4:51
13. Feel – 5:17
14. Angels – 5:55